# Кубок Молдови з футболу 2009—2010
Кубок Молдови з футболу 2009–2010 — 19-й розіграш кубкового футбольного турніру в Молдові. Титул втретє поспіль здобув Шериф.

## Календар
| Раунд        | Дата                                | Матчі | Клуби   |
| ------------ | ----------------------------------- | ----- | ------- |
| Перший раунд | 16 вересня 2009                     | 8     | 24 → 16 |
| 1/8 фіналу   | 30 вересня - 22 листопада 2009      | 8     | 16 → 8  |
| 1/4 фіналу   | 22 листопада 2009 - 30 березня 2010 | 8     | 8 → 4   |
| 1/2 фіналу   | 14/28 квітня 2010                   | 4     | 4 → 2   |
| Фінал        | 30 травня 2010                      | 1     | 2 → 1   |

## Перший раунд
| Команда 1                          | Рахунок      | Команда 2               |
| ---------------------------------- | ------------ | ----------------------- |
| 16 вересня 2009                    |              |                         |
| Костулень (2)                      | 0:2          | ЦСКА-Рапід              |
| Дава (Сороки) (3)                  | 0:3          | Академія UTM            |
| Олімп (Унгені) (2)                 | 1:1 пен. 7:6 | Локомотива (Бєльці) (2) |
| Криково (3)                        | 2:1 дч       | Інтерспорт-Арома (2)    |
| Вікторія (3)                       | 1:3 дч       | Лілкора (2)             |
| Кагул-2005 (2)                     | 1:0          | Сфинтул Георге          |
| Аграрний університет (Кишинів) (3) | 2:1          | Фортуна (Плешень) (3)   |
| Віїшоара (3)                       | 1:2          | Віїторул (Оржіїв)       |

## 1/8 фіналу
| Команда 1          | Рахунок | Команда 2                          |
| ------------------ | ------- | ---------------------------------- |
| 30 вересня 2009    |         |                                    |
| Ністру             | 0:2     | Академія UTM                       |
| Олімп (Унгені) (2) | 0:1     | Іскра-Сталь                        |
| Криково (3)        | 0:1     | Динамо (Бендери)                   |
| Олімпія            | 2:1     | Лілкора (2)                        |
| Зімбру             | 8:0     | Аграрний університет (Кишинів) (3) |
| Тирасполь          | 3:2 дч  | Кагул-2005 (2)                     |
| Віїторул (Оржіїв)  | 0:2     | Дачія                              |
| 22 листопада 2009  |         |                                    |
| Шериф              | 5:0     | ЦСКА-Рапід                         |

## 1/4 фіналу
| Команда 1                 | Заг. | Команда 2    | 1-й матч | 2-й матч |
| ------------------------- | ---- | ------------ | -------- | -------- |
| 22/28 листопада 2009      |      |              |          |          |
| Динамо (Бендери)          | 0:5  | Іскра-Сталь  | 0:2      | 0:3      |
| Олімпія                   | 3:1  | Зімбру       | 3:1      | 0:0      |
| Тирасполь                 | 1:3  | Дачія        | 0:0      | 1:3      |
| 23 лютого/30 березня 2010 |      |              |          |          |
| Шериф                     | 1:0  | Академія UTM | 0:0      | 1:0 дч   |

## 1/2 фіналу
| Команда 1         | Заг.    | Команда 2   | 1-й матч | 2-й матч |
| ----------------- | ------- | ----------- | -------- | -------- |
| 14/28 квітня 2010 |         |             |          |          |
| Дачія             | 5:2     | Олімпія     | 4:2      | 1:0      |
| Шериф             | 1:1 (ч) | Іскра-Сталь | 0:0      | 1:1      |

## Фінал
| 30 травня 2010 19:30 (EEST) |

| Дачія | 0:2      | Шериф           |
| ----- | -------- | --------------- |
|       | Протокол | Франса 27', 52' |

| Зімбру, Кишинів Глядачів: 4 500 Арбітр: В'ячеслав Банарі |